# Ariyalur
Ne doit pas être confondu avec Ariyallur.
Ariyalur est une ville et le chef lieu du district d'Ariyalur de l'État du Tamil Nadu, situé dans le sud de l'Inde. La ville est située à environ 310 km de la capitale Chennai. Faisant partie de la région fertile du Chola Nadu (en), la ville vit principalement de l'agriculture.
Ariyalur est administrée par une municipalité fondée en 1994. En 2011, elle couvre un territoire de 7,62 km2 pour une population de 28 902 habitants.